# Marian Bomba
Marian Bomba ps. „Jurek”, „Roman” (ur. 3 sierpnia 1897 w Krakowie, zm. 14 marca 1960 w Warszawie) – polski działacz socjalistyczny, dowódca krakowskiego zgrupowania OW PPS, członek konspiracyjnego Komitetu Robotniczego PPS.

## Życiorys
Był mieszkańcem Zelkowa. Od 1916 był żołnierzem Legionów. Walczył w obronie Przemyśla i Lwowa, za co został odznaczony Krzyżem Niepodległości. W 1930 był aresztowany za działalność polityczną, zwolniony w 1931. Kierował kolejno komórkami PPS w Płaszowie, Borku Fałęckim i Podgórzu. Robotnik w fabrykach „Manne”, „Suchard”, „Kabel” i „Solvay”. Działacz Towarzystwa Uniwersytetu Robotniczego i Centralnego Związku Robotników Przemysłu Chemicznego RP. Prezes Klubu Sportowego Płaszowianka, członek Rady Nadzorczej Krakowskiej Spółdzielni mieszkaniowej. W 1935 ponownie aresztowany na miesiąc za działalność polityczną, co uniemożliwiło mu kandydowanie w wyborach do Rady Miasta. Uczestnik masowych wystąpień robotniczych i starć z policją w Krakowie w 1936 roku. W 1937 roku brał udział w solidarnościowej akcji strajkowej z protestującymi robotnikami rolnymi i chłopami. Wiosną 1939 kierował organizowaniem pomocy dla uchodźców z Czecho-Słowacji. W lipcu 1939 aresztowany za „osłabianie ducha narodu”, uniewinniony przez Sąd Powiatowy w Limanowej.
We wrześniu 1939 nie otrzymał powołania do służby wojskowej. Uczestnik spotkania w domu Cyrankiewiczów, na którym ustalono zasady działania krakowskiej PPS w konspiracji. 10 października 1939 wszedł w skład pierwszego kierownictwa organizowanej Milicji Robotniczej PPS. Kierownik krakowsko-śląsko-rzeszowskiego Okręgu Gwardii Ludowej PPS. Zorganizował system nasłuchu radiowego, druku powielaczowego i kolportażu prasy: „Naprzód”, „Wolność”, „WRN”. Utworzył komórkę fałszującą dokumenty i bilety kolejowe dla łączników. Pierwszy dowódca krakowskiego oddziału bojowo-dywersyjnego GL PPS. 24 listopada 1940 dowodził grupą GL PPS, która na terenie Solvayu podpaliła składy siana przeznaczonego do produkcji materiałów wybuchowych Poszukiwany listem gończym przez Gestapo. Bezpośrednio współpracował z J. Lasocką i Adamem Rysiewiczem w przekazywaniu materiałów dotyczących KL Auschwitz. Brał aktywny udział w wyprowadzaniu więźniów obozu. Twórca systemu patroli dyżurujących w rejonie obozu z zadaniem udzielania pomocy uciekinierom.
Współorganizował 10 czerwca 1941 ucieczkę Tadeusza Orzelskiego ze szpitala św. Łazarza. Prowadził kursy dywersyjne. Do 1942 roku dowódca Milicji Robotniczej na obszar województwa krakowskiego. Uczestniczył osobiście w wielu akcjach likwidacji konfidentów policji i pracowników administracji okupanta. Zimą 1942 zaangażowany w organizowanie pomocy dla jeńców sowieckich zbiegłych z obozu w Kobierzynie. 28 stycznia 1942 dowodził zamachem na krakowski Arbeitsamt (Urząd Pracy) przy ul. Lubelskiej 27, w trakcie którego całkowicie zniszczono kartoteki młodzieży przygotowanej do wysłania na roboty do Rzeszy. Aktywny uczestnik krakowskiej Rady Pomocy Żydom „Żegota”.
W maju 1943 – zadenuncjowany przez Konrada Lubańskiego „Król” – wpadł w zasadzkę Gestapo przy ul. Brzozowej. Ciężko ranny zdołał zbiec do lokalu przy ul. św. Sebastiana 34. Ukrywał się. W lipcu 1943 przeniesiony do Wieliczki, w grudniu przeszedł do Budapesztu w celu zorganizowania sieci przerzutowej dla węgierskich działaczy socjalistycznych zagrożonych aresztowaniem (ich spis skierowany do Gestapo w GG przechwycił krakowski PPS). W lutym 1944 powrócił do Krakowa. Uczestniczył w przerzucie z miechowskiego na Podhale zbiegłych z niewoli oficerów Armii Czerwonej. 29 września 1944 uczestniczył w potyczce z patrolem żandarmerii w Jastrzębi.
W 1945 ujawnił się przed organami władzy komunistycznej. W dalszym ciągu działał społecznie, będąc członkiem Komitetu Wojewódzkiego PPS zatrudnionym jako kierownik Wydziału Personalnego Zakładów Solvay. W maju 1947 aresztowany i osadzony przez 6 miesięcy w krakowskim areszcie UBP przy pl. Inwalidów, następnie przez 18 miesięcy w więzieniu Mokotowskim. Zwolniony w kwietniu 1949 bez wyroku sądowego. Od 1950 do 1957 pracownik Krakowskiej Spółdzielni Komunikacyjno-Warsztatowej. Zrehabilitowany 29 listopada 1956, 15 stycznia 1957 przywrócony do członkostwa w partii, nigdy jednak nie odebrał legitymacji PZPR. Od 1957 pozostawał na rencie dla zasłużonych. Zmarł 14 marca 1960 w Warszawie. Pochowany został w alei zasłużonych cmentarza Rakowickiego w Krakowie (kwatera LXVII-płd. 1-7).

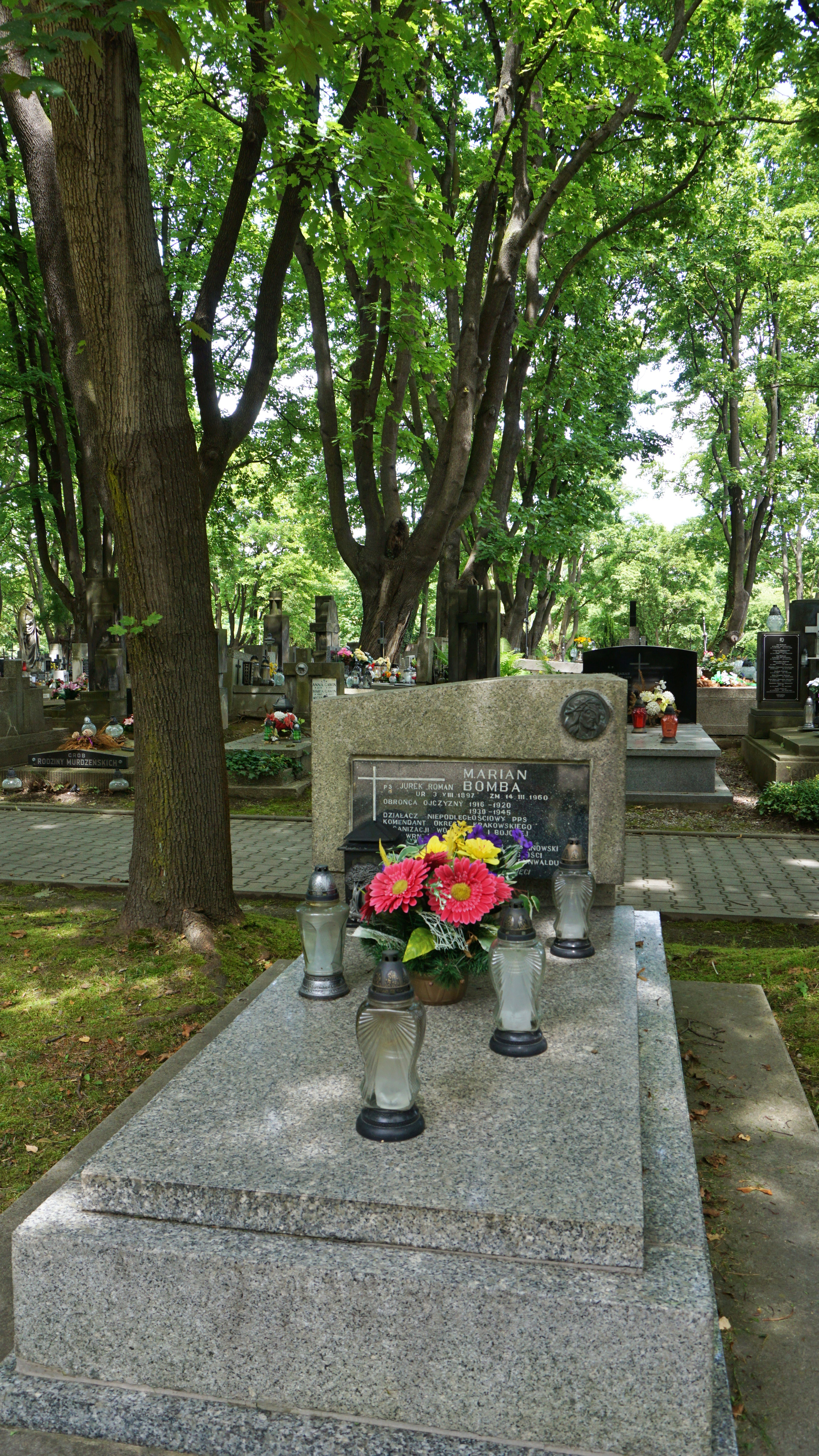
Grób Mariana Bomby na cmentarzu Rakowickim

## Odznaczenia
- Order Krzyża Grunwaldu III klasy - 1960[9]
- Krzyż Niepodległości